# Gare de Kawachinagano
La gare de Kawachinagano (河内長野駅, Kawachinagano-eki) est une gare ferroviaire de la ville de Kawachinagano, dans la préfecture d'Osaka au Japon. La gare est gérée par les compagnies Nankai et Kintetsu.

## Situation ferroviaire
La gare de Kawachinagano est située au point kilométrique (PK) 28,0 de la ligne Nankai Kōya. Elle marque la fin de la ligne Kintetsu Nagano.

## Histoire
La gare est inaugurée le 29 mars 1898.

## Service des voyageurs

### Accueil
La gare dispose d'un bâtiment voyageurs, avec guichet, ouvert tous les jours.

### Desserte

#### Nankai
- Ligne Nankai Kōya :
  - voies 1 et 2 : direction Hashimoto et Gokurakubashi
  - voies 2 à 4 : direction Sakaihigashi et Namba

#### Kintetsu
- Ligne Kintetsu Nagano :
  - voie 2 : direction Furuichi et Osaka-Abenobashi

## À proximité
- Kanshin-ji
- ruines du château d'Eboshigata (烏帽子形城)
- sanctuaire Eboshigata-hachiman-jinja (烏帽子形八幡神社)
- sanctuaire Nagano-jinja (長野神社)
- Lac Teragaike
- temple Kawai-dera (河合寺)
- temple Gokuraku-ji (極楽寺)